# Thomas Cook Airlines
Thomas Cook Airlines – nieistniejąca brytyjska czarterowa linia lotnicza z siedzibą w Manchesterze.
Linia posiadała bazy na 10 lotniskach brytyjskich, z których realizowała połączenia do krajów Europy, Ameryki Północnej i Afryki Północnej.
Spółka ogłosiła bankructwo 23 września 2019. W tym dniu flota składała się z 32 samolotów.